# Parafia Chrystusa Króla w Kadłubie
Parafia Chrystusa Króla w Kadłubie – parafia rzymskokatolicka znajdująca się w diecezji opolskiej, w dekanacie Strzelce Opolskie.
Parafia została utworzona 6 września 1986. Kościół parafialny wzniesiono w latach 1933–1934 i poświęcono 7 listopada 1934. Kościół filialny w Osieku został wybudowany w 1979.